# Chiloscyllium griseum
La pintarroja colilarga gris (Chiloscyllium griseum) es una especie de elasmobranquio orectolobiforme de la familia Hemiscylliidae.